# Queen's Club Championships 2016 - Qualificazioni singolare
Le qualificazioni del singolare ai Queen's Club Championships 2016 sono state un torneo di tennis preliminare per accedere alla fase finale della manifestazione. I vincitori dell'ultimo turno sono entrati di diritto nel tabellone principale. In caso di ritiro di uno o più giocatori aventi diritto a questi sono subentrati i lucky loser, ossia i giocatori che hanno perso nell'ultimo turno ma che avevano una classifica più alta rispetto agli altri partecipanti che avevano comunque perso nel turno finale.

## Teste di serie
1. Kevin Anderson (qualificato)
2. Vasek Pospisil (qualificato)
3. Adrian Mannarino (qualificato)
4. John Millman (ultimo turno)

1. Jiří Veselý (ultimo turno, Lucky loser)
2. Donald Young (qualificato)
3. Dušan Lajović (primo turno)
4. Samuel Groth (ultimo turno)

## Qualificati
1. Kevin Anderson
2. Vasek Pospisil

1. Adrian Mannarino
2. Donald Young

### Lucky loser
1. Jiří Veselý

## Tabellone

### Legenda
| - Q = Qualificato - WC = Wild card - LL = Lucky loser | - ALT = Alternate - SE = Special Exempt - PR = Protected Ranking | - w/o = Walkover - r = Ritirato - d = Squalificato |

### Sezione 1
|  | Primo turno | Primo turno    | Primo turno    | Primo turno | Primo turno |  |  | Ultimo turno | Ultimo turno   | Ultimo turno   | Ultimo turno | Ultimo turno |  |
|  |             |                |                |             |             |  |  |              |                |                |              |              |  |
|  | 1           | Kevin Anderson | Kevin Anderson | 6           | 6           |  |  |              |                |                |              |              |  |
|  | WC          | Edward Corrie  | Edward Corrie  | 3           | 3           |  |  | 1            | Kevin Anderson | Kevin Anderson | 7            | 7            |  |
|  |             | Amir Weintraub | 6              | 6           | 4           |  |  | 5            | Jiří Veselý    | Jiří Veselý    | 62           | 65           |  |
|  | 5           | Jiří Veselý    | 1              | 7           | 6           |  |  |              |                |                |              |              |  |

### Sezione 2
|  | Primo turno | Primo turno    | Primo turno    | Primo turno | Primo turno |  |  | Ultimo turno | Ultimo turno   | Ultimo turno | Ultimo turno | Ultimo turno |  |
|  |             |                |                |             |             |  |  |              |                |              |              |              |  |
|  | 2           | Vasek Pospisil | Vasek Pospisil | 7           | 7           |  |  |              |                |              |              |              |  |
|  | WC          | Stefan Kozlov  | Stefan Kozlov  | 65          | 6           |  |  | 2            | Vasek Pospisil | 3            | 7            | 6            |  |
|  |             | Tobias Kamke   | Tobias Kamke   | 6           | 6           |  |  |              | Tobias Kamke   | 6            | 5            | 3            |  |
|  | 7           | Dušan Lajović  | Dušan Lajović  | 1           | 3           |  |  |              |                |              |              |              |  |

### Sezione 3
|  | Primo turno | Primo turno       | Primo turno       | Primo turno | Primo turno |  |  | Ultimo turno | Ultimo turno     | Ultimo turno     | Ultimo turno | Ultimo turno |  |
|  |             |                   |                   |             |             |  |  |              |                  |                  |              |              |  |
|  | 3/Alt       | Adrian Mannarino  | Adrian Mannarino  | 6           | 7           |  |  |              |                  |                  |              |              |  |
|  |             | Kenny de Schepper | Kenny de Schepper | 2           | 5           |  |  | 3/Alt        | Adrian Mannarino | Adrian Mannarino | 6            | 6            |  |
|  |             | James Duckworth   | 3                 | 7           | 6(1)        |  |  | 8            | Samuel Groth     | Samuel Groth     | 2            | 2            |  |
|  | 8           | Samuel Groth      | 6                 | 64          | 7           |  |  |              |                  |                  |              |              |  |

### Sezione 4
|  | Primo turno | Primo turno    | Primo turno    | Primo turno | Primo turno |  |  | Ultimo turno | Ultimo turno   | Ultimo turno   | Ultimo turno | Ultimo turno |  |
|  |             |                |                |             |             |  |  |              |                |                |              |              |  |
|  | 4           | John Millman   | John Millman   | 4           | 3           |  |  |              |                |                |              |              |  |
|  |             | Frances Tiafoe | Frances Tiafoe | 6           | 6           |  |  |              | Frances Tiafoe | Frances Tiafoe | 3            | 3            |  |
|  | WC          | Alexandre Ward | Alexandre Ward | 3           | 65          |  |  | 6            | Donald Young   | Donald Young   | 6            | 6            |  |
|  | 6           | Donald Young   | Donald Young   | 6           | 7           |  |  |              |                |                |              |              |  |